# Послідовність де Брейна
Послідовність де Брейна — циклічний порядок {\displaystyle a_{1},\;\ldots ,\;a_{t}}, елементи якого належать заданій скінченній множині (зазвичай розглядають множину {\displaystyle \{0,\;1,\;\ldots ,\;k-1\}}), такий, що всі його підпослідовності {\displaystyle a_{i+1},\;\ldots ,\;a_{i+n}} заданої довжини {\displaystyle n} різні.
Часто розглядаються періодичні послідовності з періодом {\displaystyle T}, що містять {\displaystyle T} різних підпослідовностей {\displaystyle a_{i+1},\;\ldots ,\;a_{i+n}}, — тобто такі періодичні послідовності, в яких будь-який відрізок довжини {\displaystyle T+n-1} є послідовністю де Брейна з тими самими параметрами {\displaystyle n} і {\displaystyle k}.
Цикли названо так на честь нідерландського математика Ніколаса де Брейна, який вивчав їх 1946 році, хоча вони вивчалися й раніше.

## Властивості
Очевидно, що довжина (період) такого циклу не може перевищувати {\displaystyle k^{n}} — числа всіх різних векторів довжини {\displaystyle n} з елементами з {\displaystyle \{0,\;1,\;\ldots ,\;k-1\}}; нескладно довести, що ця оцінка досягається. Цикли цієї максимально можливої довжини зазвичай називають циклами де Брейна (втім, іноді цей термін застосовують і до циклів меншої довжини).
При {\displaystyle k=2} існують такі цикли де Брейна з довжиною, на одиницю меншою максимуму, які виражаються лінійними рекурентними співвідношеннями порядку {\displaystyle n} : так, при {\displaystyle n=3} співвідношення {\displaystyle x_{n}=x_{n-2}+x_{n-3}{\pmod {2}}} породжує послідовності з періодом 7, наприклад 0010111001011100 … (цикл де Брейна 0010111). На основі таких послідовностей побудовано, зокрема, циклічний надлишковий код CRC32 (EDB88320).

## Приклади
Приклади циклів де Брейна для {\displaystyle k=2} з періодом 2, 4, 8, 16:
- 01 (містить підпослідовності 0 і 1)
- 0011 (містить підпослідовності 00, 01, 11, 10)
- 00010111 (000, 001, 010, 101, 011, 111, 110, 100)
- 0000100110101111

## Кількість циклів де Брейна
Кількість циклів де Брейна з параметрами {\displaystyle n} і {\displaystyle k} є {\displaystyle k!^{k^{(n-1)}}/k^{n}} (окремий випадок теореми де Брейна — BEST-теорема, названа за прізвищами де Брейна, Тетяни Еренфест, Седріка Сміта і Вільяма Татта).

## Граф де Брейна
Існує зручна інтерпретація послідовностей і циклів де Брейна, заснована на так званому графі де Брейна — орієнтованому графі з {\displaystyle k^{n}} вершинами, що відповідають {\displaystyle k^{n}} різним наборам довжини {\displaystyle n} з елементами з {\displaystyle \{0,\;1,\;\ldots ,\;k-1\}}, у якому з вершини {\displaystyle (x_{1},\;\ldots ,\;x_{n})} у вершину {\displaystyle (y_{1},\;\ldots ,\;y_{n})} ребро веде в тому і тільки тому випадку, коли {\displaystyle x_{i}=y_{i-1}} ({\displaystyle i=2,\;\ldots ,\;n}); при цьому самому ребру можна зіставити набір довжини {\displaystyle n+1} : {\displaystyle (x_{1},\;\ldots ,\;x_{n},\;y_{n})=(x_{1},\;y_{1},\;\ldots ,\;y_{n})} . Для такого графу ейлерові шляхи (ейлерові цикли), що не проходять двічі через одне й те саме ребро, відповідають послідовності (циклу) де Брейна з параметрами {\displaystyle n+1} і {\displaystyle k}, а гамільтонові шляхи (гамільтонові цикли), що не проходять двічі через одну і ту ж вершину, — послідовності (циклу) де Брейна з параметрами {\displaystyle n} і {\displaystyle k}.
Граф де Брейна широко застосовується в біоінформатиці в задачах складання геному.